# Житловский, Михаил Жозефович
Михаил Жозефович Житловский (17 августа 1952) — советский самбист, мастер спорта международного класса по самбо, мастер спорта по дзюдо, тренер, российский бизнесмен. Двукратный серебряный и бронзовый призёр чемпионата Европы по воднолыжному спорту в классе Disabled (Men Standing Division).  Подготовил более 20 мастеров спорта и мастеров спорта международного класса. Чемпион и призёр чемпионатов России по горнолыжному спорту в той же категории. Был президентом Федерации горнолыжного спорта инвалидов России.

## Биография
С детства занимался самбо, после окончания школы поступил в ГЦОЛИФК и, получив образование, начал работать старшим тренером МГС ДСО «Буревестник». 
В возрасте 32 лет развилось хроническое заболевание, которое привело к ампутации ноги. После реабилитации начал заниматься бизнесом.
Руководил компанией, которая много лет лидировала в России по продаже и сервисному обслуживанию автомобилей и мотоциклов Сузуки. В то
же время на постоянной основе занимался горнолыжным и воднолыжном спортом. 
Становился призером и чемпионом чемпионатов России по горнолыжному спорту в гигантском слаломе,супергиганте и в скоростном спуске. С 2012 года начал принимать участие в
соревнованиях кубка Европы и чемпионатах Европы по воднолыжному спорту в слаломе. 
В 2002 году выиграл чемпионат России в слаломе-гиганте. 
В 2014 и 2016 годах стал серебряным и бронзовым призёром Европы. 
Также участвует в соревнованиях с обычными спортсменами. Победитель международного турнира Вега open и Ukraine’s open категории masters 55+. Номинант  национальной спортивной премии «Слава» 2003 года в категории «Преодоление». 
В настоящее время руководит центром развития воднолыжного спорта спортсменов с ограниченными двигательными возможностями и принимает участие в турнирах в качестве почетного гостя.
Является членом исполкома параолимпийского комитета России и создателем Федерации горнолыжного спорта инвалидов России.

## Спортивные результаты
Многократный чемпион Москвы по самбо, чемпион ЦС ДСО «Буревестник», серебряный призёр на кубке СССР по самбо .
Победитель 11-го Международного турнира в городе Баку.
Чемпион России по горнолыжному спорту среди спортсменов с ОДА (с поражением опорно-двигательного аппарата).
Двукратный серебряный и бронзовый призёр чемпиона Европы по воднолыжному спорту в слаломе среди спортсменов с ОДА.
Победитель международного турнира по воднолыжному спорту в категории masters. Vega open. Победитель международного турнира, открытый чемпионат Украины, в категории masters.